# GNU Libtool
GNU Libtool és una eina de programació per a crear biblioteques informàtiques portables. Forma part de GNU build system.
Els diferents sistemes operatius manegen les biblioteques compartides de diferents maneres, i algunes plataformes no usen biblioteques compartides.
Pot ser difícil fer una aplicació portable: elcompilador de C difereix d'un sistema a un altre; poden faltar certes funcions de biblioteca en alguns sistemes i els arxius de capçalera poden tenir diferents noms. Una manera de gestionar això és escriure codi condicional, amb blocs de codi seleccionats a través de directives de pre-processador (#ifdef); però. a causa de l'àmplia varietat d'entorns de compilació. aquest enfocament es converteix ràpidament en immanejable. GNU build system està dissenyat per fer front a aquest problema de forma eficient.
Libtool ajuda a gestionar la creació de biblioteques estàtiques i dinàmiques en diversos sistemes operatius Unix-like.
Libtool ho aconsegueix amb l'abstracció del procés de creació de biblioteques, ocultant diferències entre els diferents sistemes (per exemple entre els sistemes GNU/Linux i Solaris) .
GNU Libtool està dissenyat per simplificar el procés de compilació de programari en un sistema nou. «encapsulant tant les dependències específiques de la plataforma com la interfície d'usuari, en un únic script». En traslladar un programa a un nou sistema, no cal llegir la documentació de baix nivell per a les biblioteques compartides que es construiran, n'hi ha prou amb l'execució d'un script de configuració.
Libtool s'utilitza generalment amb Autoconf i Automake, dues eines més del GNU build system. No obstant això, està dissenyat per treballar de forma independent.